# Gravitation
Gravitation (グラビテーション?, Gurabitēshon) è un manga a tema yaoi di Maki Murakami, pubblicato dal 1996 al 2002 da Gentosha sulla rivista Genzo. Esso narra la storia di un gruppo di giovani all'incirca sui vent'anni che intraprendono la carriera musicale formando una band, i "Bad Luck". 
Il protagonista è il cantante di tale band che si innamora di uno scrittore già molto famoso, Yuki Eiri. Si tratta d'uno shōnen'ai di stile lieve, leggero che si basa su allusioni sessuali, doppi sensi comici e codificati riferimenti visivi al fine di mantenere uno sfondo erotico mai completamente esplicito ma sempre latente. Descrive la "gravità" della vita, pur in un contesto a volte di soap opera.
Dal manga è stato tratto un OAV in due episodi nel 1999 e una serie televisiva anime di 13 puntate diretta da Bob Shirohata e trasmessa dal 4 ottobre 2000 al 10 gennaio 2001.
Maki Murakami ha presentato il seguito del di Gravitation, con il titolo di Gravitation EX, dove però lo stile di disegno di ogni personaggio cambia drasticamente. Vi si narra che, per guarire le ferite del cuore, Yuki si reca insieme a Shuichi fino a New York, per far visita alla tomba del suo primo amore e carnefice. Scopre che ha lasciato un figlio giovane di nome Riku. lo porta con sé in Giappone. Spariranno poi assieme, lasciando Shuichi a cercarli invano. Dal 28 giugno 2005 è stato pubblicato sulla rivista elettronica Web Comic GENZO.

## Trama
Shuichi Shindou, Hiroshi Nakano alla chitarra e Maiko fanno parte di una band techno/pop/rock che ambisce a scalare le vette delle classifiche discografiche e raggiunger così il successo nel mondo della musica. Tutto sembra andare per il meglio, fino a quando Shuichi non incontra casualmente Yuki Eiri, un affascinante quanto enigmatico scrittore. I testi delle sue canzoni di vengono immediatamente bistrattati dal famoso artista, ma d'altronde Shuichi non è certo disposto a lasciar correre senza reagire. la strada che conduce ala gloria è più irta d'ostacoli di quanto si pensi.
La storia è incentrata sulla tumultuosa relazione tra i due ragazzi, lo scrittore molto bello e serio che tratta sempre in modo burbero il protagonista, al contrario molto spontaneo e vivace, seguendo i suoi tentativi per catturarne il cuore. Farà una scommessa: se riuscirà a vendere almeno un milione di dischi Yuki dovrà accettare d'uscire con lui, come in un perfetto appuntamento tra fidanzatini. Ci riuscirà, si recheranno al luna park ma mentre Shuichi va a comprar il gelato lui scompare. lo dovrà inseguire fino a New York per salvarlo dalla morte.

## Personaggi principali
I personaggi di Gravitation, come spesso accade negli shounen-ai, giocano spesso nel cercarsi e respingersi: tuttavia qui i ruoli sembrano esser rovesciati, in quanto è Shuichi il ragazzo dall'animo innocente a cercare il tenebroso e reticente Yuki. La caratterizzazione di ogni personaggio è molto accurata, attribuendo delle caratteristiche uniche ed umane ad ogni comparsa.

## Anime
La trasmissione della serie TV è iniziata in Giappone il 4 ottobre 2000 alle 18.30, dalla rete satellitare non codificata WOWOW e si è conclusa il 10 gennaio 2001. Il 20 settembre 2001 è iniziata la vendita home video in DVD della serie e dei due OAV. La storia dell'anime non si discosta molto da quella del manga, anche se le relazioni tra i personaggi sono meno approfondite e alcune figure che compaiono nella controparte cartacea sono proprio assenti, come la sorella di Shuichi, Maiko.

### Episodi
| Nº  | Titolo originale | In onda          | In onda |
| Nº  | Titolo originale | Giapponese       |         |
| 1   | GRAVITATION | 4 ottobre 2000   |         |
| 1   | Durante un'intervista concessa dagli ASK ai giornalisti, veniamo a conoscenza di Shuichi e Hiroshi. Quella sera stessa, mentre sta attraversando un parco in cerca d'ispirazione, il foglietto su cui stava scrivendo il testo d'una nuova canzone gli sfugge di mano per colpa del vento e viene raccolto da Yuki, uomo misterioso e affascinante ma che sa essere anche molto offensivo e diretto. Il giorno dopo Shuichi, ancora depresso per ciò che gli ha detto, decide di andar a cercar quell'individuo: mentre cammina lungo il marciapiede sotto la pioggia, vede all'interno d'un'auto sportiva proprio lui. Lo ferma e si lascia accompagnare a casa sua. Il giorno dopo Hiroshi capisce subito che l'amico s'è infatuato di qualcuno; alla Tv proprio in quel momento stanno trasmettendo un'intervista ad un famoso scrittore, ed è proprio l'uomo che ha conosciuto Shuichi, Yuki Eiri. Shuichi corre di corsa a casa di Yuki, dove lo vede discutere con una donna fuori dalla porta: immediatamente Yuki afferma che Shuichi è il suo fidanzato e che quindi è meglio per lei rassegnarsi ed andarsene. Questa finzione ha permesso di sbarazzarsi dell'importuna, ma Shuichi è già innamorato ed invita Yuki a venir ad ascoltar il suo concerto. Yuki lo fa entrare ed appena si chiude la porta dell'ascensore bacia Shuichi. |                  |         |
| 2   | Live in soul | 11 ottobre 2000  |         |
| 2   | la sorella di Yuki, Mika, è sposata col famoso produttore Toma. Per poter sperare di aver successo, la band di Shuichi deve ottener il sostegno di Toma. Mika propone un accordo a Shuichi: lui convincerà Yuki a riprender i contatti con la famiglia e lei in cambio assicura il supporto del marito ai Bad Luck. Shuichi rifiuta l'accordo, ma decide comunque di cercar di convincer Yuki a veder la sua famiglia; lo scrittore sospetta subito il coinvolgimento della sorella in quest'atteggiamento del ragazzo, e ciò lo irrita profondamente perché pensa che Shuichi sia un debole che si lascia abbindolare un po' da tutti. Anche il concerto di Shuichi non finisce nel migliore dei modi, difatti è un fiasco totale: fortunatamente Ryuichi era tra il pubblico, invitato da Toma, e decide di volerli aiutare |                  |         |
| 3   | Stray heart | 18 ottobre 2000  |         |
| 3   | Toma decide che si deve aggiungere un altro membro ai Bad Luck, solo in tal modo si può cercar d'attutir le carenti prestazioni della band dimostrate finora. Sakano viene inoltre licenziato da manager della band, facendolo diventar produttore. Shuichi non si trova molto d'accordo con Toma, ritiene infatti che un nuovo membro estraneo in aggiunta possa rovinar tutto il lavoro fatto fino a quel momento e fugge disperato nel parco. Ryuichi e K (suo attuale manager) lo trovano piangente e cercano di calmarlo. Quella notte il ragazzo racconta tutti i suoi problemi a Yuki, ma questi gli fa notare che si sta comportando in modo molto sciocco ed infantile e lo invita scocciato ad andarsene. Il mattino seguente scopre che il nuovo membro designato, Suguru, ha in realtà un grande talento; ma sta cercando anche di cambiare la sua canzone. Questo fatto gli fa nuovamente perder la fiducia in se stesso, ferendo il suo orgoglio e deprimendolo ulteriormente. Hiro parla con Yuki e gli chiede: puoi tu convincerlo ad accettare il nuovo socio, ad aver un po' più fiducia in sé? |                  |         |
| 4   | Wave shock | 25 ottobre 2000  |         |
| 4   | Shuichi si auto-invita e va ad abitare a casa di Yuki, traslocando con tutta la sua roba. Yuki non sembra molto propenso ad accettar questa nuova situazione che s'è creata tra loro due, ma vedendo l'entusiasmo del ragazzo non ha cuore di disilluderlo e gli consente di rimaner "in prova" per una settimana. Il mattino seguente Shuichi va tutto pimpante ad esercitarsi allo studio di registrazione: K è il nuovo manager del gruppo ed ha appena ottenuto un concerto per la Tv. Con somma delusione di Shuichi però si tratta d'un programma a quiz, non uno spettacolo di musica; il premio però è ben un milione di yen. Giunti in trasmissione Shuichi si mette d'accordo con gli organizzatori e scambia il premio in denaro con un'esibizione del suo gruppo; i produttori accettano dicendo ch'è fattibile. Avranno un successo strepitoso. Tornando a casa ascolta alcune ragazze parlare entusiasticamente di Yuki, sono difatti loro fans ed hanno appena comprato il suo nuovo libro: Shuichi non può far a meno di pensare, sarà in grado di meritarsi l'amore di Yuki? |                  |         |
| 5   | Winding road | 1º novembre 2000 |         |
| 5   | Huro e Shuichi stanno facendo una passeggiata al parco dopo una giornata estenuante di prove in studio; gli capita di notare improvvisamente una giovane molestata da due uomini. I ue ragazzi corrono in suo soccorso e la salvano: come mai una ragazzina come lei gira tutta da sola di notte per Kyoto? Risponde che sta cercando qualcuno che per lei è molto importante; Hiro si offre di accompagnarla in un albergo, mentre Shuichi torna a casa di Yuki. Con sua somma sorpresa però trova ad aspettarlo uno strano individuo che si presenta come il fratello minore di Yuki: subito scoprono che entrambi hanno la stessa ammirazione ossessiva nei confronti di Ryuichi, si vengono a trovar quindi molto presto in perfetta sintonia. Tatsuha dopo un po' ci prova con Shuichi, ma appare di colpo Yuki che chiede al fratello cosa diavolo sta facendo in casa sua. Tatsuha spiega che sta cercando una ragazza, Ayaka: è la ragazza che avevano appena salvato al parco. Il giorno seguente Shuichi accompagna Tatsuha da Ayaka e vien a saper che la ragazza non è altri che la fidanzata ufficiale di Yuki. Il ragazzo se ne va col cuore a pezzi; a peggiorar le cose è in programma un importantissimo concerto solistico dei Bad Luck a cui non può certo mancare. Appenba iniziata l'esibizione, dal palco Shuichi scorge tra il pubblico Yuki e Ayaka venuti ad ascoltalo. Nel bel mezzo della canzone il ragazzo non riesce proprio a trattenersi e grida: "Yuki è mio, lo AMO!!!" Ayaka si rende finalmente conto che tra Yuki e Shuichi v'è un forte sentimento; alla fine si comprende che Yuki e Shuichi diverranno presto amanti. |                  |         |
| 6   | Shady scheme | 8 novembre 2000  |         |
| 6   | Dopo aver urlato in quel modo durante il concerto live dei Bad Luck Shuichi pensava che Yuki si sarebbe davvero molto arrabbiato, ma con sua lieta sorpresa questo invece non accade. Più tardi Mika si ferma a casa di Yuki per tentar nuovamente di convincerlo a riallacciar i rapporti con la famiglia. Dopo che Yuki se n'è andato Shuichi e Mika trascorrono il tempo parlando dei pregi difetti di Yuki, e non si trovano molto d'accordo. Mika allora invita il ragazzo a cena fuori e mentre stanno mangiando afferma stranamente che lui non sa proprio un bel niente di Yuki. Questo richiama la forte curiosità di Shuichi, in quanto nessun amante (com'è lui ora) vorrebbe esser tenuto all'oscuro della vita passata del suo amato. Nel frattempo si viene a sapere che vengono spiati dal cantante degli ASK, Tacchi, assieme ad una donna amica sua. Uscito dal ristorante Shuichi s'appresta a far ritorno da Yuki per scusarsi dell'invadenza che ha dimostrato precedentemente nei suoi confronti cercando a tutti i costi di penetrar nella sua sfera privata. S'imbatte però in Tacchi che lo costringe con la forza a seguirlo. Dopo averlo immobilizzato lo porta in una rimessa sotterranea per auto e qui lo fa violentare da un gruppo di teppisti: inoltre gli scatta delle foto minacciandolo di farle avere ai giornali se solo osa dir qualcosa. Hiro lo trova ferito per strada e lo soccorre. Yuki, venuto a sapere cos'è successo al ragazzo, va a cercare Tacchi. |                  |         |
| 7   | Ground zero | 15 novembre 2000 |         |
| 7   | La mattina dopo Shuichi si sveglia tutto dolorante per le percosse e la violenza subita. Viene a sapere da Hiro che Yuki era andato dagli ASK a restituire con gli interessi a Tacchi quello che aveva fatto a lui, oltre che per farsi restituire le foto scattate a Schuichi. Il ragazzo corre da lui ma sviene per strada. Si risveglia a letto con davanti Yuki che lo informa che scomparirà dalla sua vita, ha già causato troppi problemi anche a lui; com'è facile immaginare Schuichi rimane sconvolto dalla notizia. Più tardi, in sala registrazioni cerca di dar a intender agli altri che ha rinunciato a Yuki per concentrarsi nel lavoro, vuol dare il meglio di sé per il nuovo disco: alla fine delle prove, viene accompagnato (ubriaco com'è) da Hiro, e si dirigono verso casa di Yuki. L'appartamento è stato completamente svuotato, l'uomo se n'è andato, l'ha abbandonato: Ayaka gli rinfaccia la sua mancanza di coraggio (se veramente ci tiene a lui, che lo dimostri). Tatsuha lo informa che, forse, ha ancora un'ultima possibilità: ha portato Yuki al tempio di famiglia dicendogli che Ayaka era lì per incontrarlo. Tuttavia, quando Yuki apre la porta, trova Shuichi vestito come se fosse Ayaka che lo aspetta. Yuki decide d'affrontar una volta per tutte la situazione e confessa a Shuichi il suo segreto: quando aveva sedici anni ha ucciso un uomo. |                  |         |
| 8   | Song and song | 22 novembre 2000 |         |
| 8   | Schuichi e Yuki son tornati a vivere assieme, il ragazzo cerca di spronarlo per fargli riprender a scrivere. Arriva Tohma, Yuki gli racconta che ha detto la verità al ragazzo e l'amico lo conforta. Schuichi torna in sala registrazioni; Tacchi intanto è furibondo perché tutto quello che ha fatto è risultato completamente inutile e medita vendetta. Al ritorno a casa Schuichi trova Tacchi che litiga con Yuki (vuole sapere qual è il suo segreto), allora irrompe nella stanza e si pone a difesa del suo innamorato. Tacchi fugge ma incontra per strada Tohma che perfidamente cerca di farlo investire da un'auto. Intanto i Nittle Grasper si sono riuniti, questa è una gran notizia per i fan ma non altrettanto buona per i Bad Luck, in quanto non possono minimamente pensar di competere con loro: siamo forse vicini alla loro fine? |                  |         |
| 9   | The deepest brain | 29 novembre 2000 |         |
| 9   | Yuiki si trova sdraiato su un lettino dallo psicoanalista mentre cerca di far chiarezza sul suo passato. K è irrequieto e nervoso in quanto Schuichi è in ritardo per le prove, come al solito; viene a sapere che s'è preso una settimana di vacanza dandosi malato. Manda Hiro a controllare:l'amico lo trova depresso, è preoccupato per Yuki, da un po' di tempo scompare improvvisamente per dei periodi senza dire nulla. K decide di parlar della faccenda a Yuki: cerca di spiegargli quali sono i veri obiettivi ed ambizioni di Schuichi, cioè di diventare bravo come Ryuichi, non è il denaro che cerca bensì raggiungere lo stesso livello di quello ch'è sempre stato il suo idolo. Pertanto ha bisogno di sostegno e sicurezza, non di ansia e timore. Infine porge a Yuki un biglietto che dà diritto ad una giornata gratis in un parco divertimenti per due persone e gli dice di accompagnarci Schuichi: per renderlo felice. A casa Yuki mostra il biglietto a Schuichi e gli promette di portarlo, se solo realizzerà un milione di copie vendute col disco che sta per uscire. Schuichi si galvanizza e chiede a K di procurargli tutte le interviste possibili per far pubblicità al loro Cd. Tornato a casa trova l'appartamento di Yuki assediato dai giornalisti e non sa cosa fare; ma d'un tratto arriva Yuki ed afferma davanti a tutte le telecamere che, sì, lui e Schuichi sono amanti, e felicissimi di star insieme. |                  |         |
| 10  | Heads or tails | 7 dicembre 2000  |         |
| 10  | Shuichi è sconvolto dall'intenzione espressa da Hiro di voler lasciare la band; è innamorato di Ayaka, la quale sembra accettar le sue attenzione nei propri riguardi. Nel contempo spinge Schuichi a confrontarsi con Yuki chiarendo una volta per tutte i sentimenti che prova per lui. Se riuscissero a vender un milione di copie, chissà, forse Hiro si convincerebbe a desistere dal suo proposito di abbandonare. Yuki intanto si trova a casa con Tohma e, improvvisamente, dopo un drink, comincia a sputare sangue. |                  |         |
| 11  | Secret day | 13 dicembre 2000 |         |
| 11  | Sono riusciti nell'intento di vendere un milione di copie, Schuichi si è guadagnato l'appuntamento con Yuki; però lui si trova in ospedale. Dopo la conferenza stampa K lo informa della cosa; il ragazzo si precipita al suo capezzale, ma viene sorpreso da una conversazione tra Yuki, Mika e Tohma. Comincia a pensare che davvero forse Yuki starebbe meglio e sarebbe più tranquillo senza di lui; comincia ad accusarsi d'esser il responsabile del malore di Yuki, causato da stress eccessivo, ha tenuto il compagno troppo sotto pressione ed il risultato è stato questo. |                  |         |
| 12  | Breathless | 20 dicembre 2000 |         |
| 12  | Sembra chiaro che stavolta Yuki lo abbia definitivamente lasciato, Schuichi è demoralizzato. A causa di ciò la sua voce è scomparsa, non riesce più a cantare. |                  |         |
| OAV | Got it all | 10 gennaio 2001  |         |
| OAV | La voce di Schuichi continua a far le bizze, Yuki continua ad esser introvabile. Ognuno dei suoi amici della band cerca d'aiutarlo, per quanto può, ma nessuno riesce a far niente di davvero utile. Tohma e Mika cominciano ad esser seriamente preoccupati e si mettono alla ricerca di Yuki. Riuscirà Schuichi a trovar di nuovo la voce? Riuscirà a riunirsi con Yuki? |                  |         |

## Doppiaggio
| Personaggio          | Doppiatore giapponese                    |
| -------------------- | ---------------------------------------- |
| Eiri Yuki            | Kazuhiko Inoue Kouki Miyata (da giovane) |
| Shuichi Shindou      | Seki Tomokazu                            |
| Tohma Seguchi        | Ai Orikasa                               |
| Suguru Fujisaki      | Fujiko Takimoto                          |
| Noriko Ukai          | Haruna Ikezawa                           |
| Mika Uesugi          | Hiromi Tsuru                             |
| Ryuichi Sakuma       | Kappei Yamaguchi                         |
| Ayaka Usami          | Rie Tanaka                               |
| K                    | Ryōtarō Okiayu                           |
| Taki "Tacchi" Aizawa | Shin'ichirō Miki                         |
| Sakano               | Takehito Koyasu                          |
| Hiroshi Nakano       | Yasunori Matsumoto                       |
| Kaoruko              | Atsuko Tanaka                            |
| Maa-kun              | Hideki Ogihara                           |
| Tatsuha Uesugi       | Hideo Ishikawa                           |
| Yuki Kitazawa        | Hisayoshi Izaki                          |
| Delinquent B         | Kenta Miyake                             |
| Employee             | Kyousuke Watanabe                        |
| Employee             | Mie Odagi                                |
| Woman                | Rie Kanda                                |
| Employee             | Satoshi Katogi                           |
| Man                  | Satoshi Katogi                           |
| Proprietor           | Satoshi Katogi                           |
| Host                 | Takahiro Sakurai                         |
| Producer             | Tomoyuki Kono                            |
| Staff                | Tomoyuki Kono                            |
| Ken-chan             | Yuki Matsuda                             |

### Colonna sonora
L'anime di Gravitation, incentrato sulle performance musicali dei "Bad Luck" e dei "Nittle Grasper", ha una colonna sonora in stile j-pop. Tra gli artisti che hanno registrato le tracce vi sono Daisuke Asakura, Kenichi Ito, Yosuke Sakanoue che ha cantato la sigla di apertura (SuperDrive) e Kinya Kotani che ha cantato la sigla di chiusura (Glaring Dream) e dato voce alle canzoni del gruppo "Bad Luck" nel ruolo di Shindou Shuichi.